# Altair (Schiff, 1973)
Die Altair, auch USNS Altair (Kennung: T-AKR 291/T-AK 291), ist ein US-amerikanisches RoRo-Fahrzeugtransportschiff der Algol-Klasse. Sie gehört zur „Ready Reserve Force“ (RRF), die von der United States Maritime Administration (MARAD) unterhalten wird. Sie ist eins von acht „Fast Sealift Ships“ in der sogenannten „Surge Sealift Fleet“(SSF), die bei ihrer Aktivierung dem Military Sealift Command (MSC) unterstehen, und eins von 48 RRF-Schiffen in dessen „Sealift Program Office“.

## Baugeschichte
Das Schiff wurde auf der Werft der Rheinstahl Nordseewerke in Emden als Containerschiff für die US-amerikanische Reederei Sea-Land Corporation in Port Elizabeth (New Jersey) gebaut und lief am 1. April 1973 mit dem Namen Sea-Land Finance vom Stapel. Es wurde am 1. August 1973 ausgeliefert und wurde auf der Route Hongkong-San Francisco eingesetzt. Der Betrieb des Schiffes erwies sich für die Reederei als unwirtschaftlich, und am 5. Januar 1982 wurde es an die United States Navy verkauft, in USNS Altair (T-AK-291) umbenannt und dem Military Sealift Command zugewiesen. Am 1. November 1983 wurde die Altair als „Roll-on/Roll-off Vehicle Cargo Ship“ klassifiziert und dann ab 28. Juli 1984 auf der Werft Avondale Shipyard in Westwego, Louisiana, 30 km aufwärts von New Orleans am Mississippi, umgebaut. Die Auslieferung an das MSC erfolgte am 13. November 1985.

## Technische Daten
Das Schiff ist 288,4 m lang und 32,2 m breit und hat 11,1 m Tiefgang. Es kann mehr als 700 Militärfahrzeuge (Panzer, Lastkraftwagen, PKWs, Helikopter usw.) aufnehmen und ist mit einem Helipad ausgestattet. Zwei Kräne mittschiffs haben je 35 Tonnen Hebekraft, zwei weitere Kräne auf dem Achterschiff haben jeweils 50 t Hebekraft. Die Fahrzeugdecks sind durch Rampen miteinander verbunden, um ein schnelles Be- und Entladen zu ermöglichen. Voll beladen verdrängt das Schiff etwa 56.240 Tonnen. Die Maschinenanlage besteht aus zwei Foster-Wheeler-Dampfkesseln und zwei Dampfturbinen des Typs MST-19 von GE; die Leistung beträgt 120.000 PS (89,5 MW). Das Schiff hat zwei Schrauben und erreicht eine Höchstgeschwindigkeit von 33 Knoten. Das Schiff ist nicht bewaffnet. Die Besatzung besteht aus 43 zivilen Seeleuten, 12 technischen Spezialisten der US-Navy und (wenn nicht aktiviert) 18 weiteren Zivilbediensteten mit eingeschränktem operativem Status.

## Einsatzgeschichte
Solange das Schiff nicht aktiviert ist, liegt es wegen seiner hohen Betriebskosten in eingeschränkt aktionsbereitem Zustand. Es kann innerhalb von 96 Stunden einsatzbereit gemacht werden.
Während des Zweiten Golfkriegs 1990/91 wurde die Altair mitsamt ihren sieben Schwesterschiffe aktiviert. Bereits im August 1990 brachte die Altair Teile der 24th Infantry Division von Savannah (Georgia) nach Saudi-Arabien, um der am 2. August begonnenen irakischen Invasion von Kuwait zu begegnen. Insgesamt unternahm das Schiff in diesem Krieg neun Rundreisen von den USA in den Golf. Die acht Schiffe der Algol-Klasse transportierten etwa 14 % der in und nach dem Krieg von den Vereinigten Staaten zum Persischen Golf beförderten militärischen Fracht.
Im Dezember 1993 wurde die Altair erneut aktiviert, um im Zuge der Operation Restore Hope Ausrüstung und Material nach Somalia zu bringen.
Im Januar 2003 wurden alle acht Schiffe der Algol-Klasse aktiviert, um Truppen der United States Army und des United States Marine Corps in den Persischen Golf zu bringen, die dann im März im Zuge der sogenannten Operation Iraqi Freedom im Irak einmarschierten.
Am 1. Oktober 2007 wurde die Altair zurück zur MARAD überstellt. Am 1. Oktober 2008 wurde sie im 5-Tage-Status (ROS-5) zur Ready Reserve Force transferiert und verlor damit ihre USNS-Klassifizierung. Sie liegt in Marrero (Louisiana), zusammen mit ihrem Schwesterschiff  Bellatrix, und kann jederzeit wieder aktiviert werden.